# Willi Engelmann
Willi Engelmann (* 10. Mai 1924; † 28. August 1981 in Halle (Saale)) war ein deutscher Polizeioffizier und SED-Funktionär. Er war Chef der Bezirksbehörden der Deutschen Volkspolizei (BDVP) Gera und Halle.

## Leben
Engelmann, Sohn einer Arbeiterfamilie, musste während des Zweiten Weltkriegs Kriegsdienst in der Wehrmacht leisten.
In der Sowjetischen Besatzungszone wurde er 1945 Mitglied der KPD, 1946 der SED und der FDJ. Er war bis 1948 Vorsitzender des FDJ-Kreisvorstandes Nordhausen. Engelmann wurde 1948 Angehöriger der Deutschen Volkspolizei (VP) und schlug die Offizierslaufbahn ein. Er begann seinen Dienst als Politoffizier im Rang eines VP-Oberkommissars. Von 1950 bis 1952 fungierte er als Stellvertretender Chef der Landespolizeibehörde Thüringen. Nach der Bildung der Bezirke in der DDR war er von Juli 1952 bis 1955 Chef der BDVP Gera im Rang eines VP-Inspekteurs. Gleichzeitig war er Mitglied der SED-Bezirksleitung und Abgeordneter des Bezirkstages Gera. Für seinen Einsatz bei der Niederschlagung des Volksaufstands am 17. Juni 1953 wurde er im Oktober 1954 mit dem neu gestifteten Vaterländischen Verdienstorden ausgezeichnet. Im Jahr 1955 wurde er als Nachfolger von Max Zaspel Chef der BDVP Halle und im Juli 1957 zum Oberst der VP umattestiert. Diese Funktion hatte er 25 Jahre bis 1980 inne. Auch im Bezirk Halle war Engelmann Mitglied der SED-Bezirksleitung und Abgeordneter des Bezirkstages. Auf Beschluss des Ministerrates der DDR wurde er am 1. Juli 1964 zum Generalmajor ernannt. Seine Beförderung zum Generalleutnant am 29. Juni 1979 Erich Honecker vor. Am 23. Juni 1980 stimmte der Nationale Verteidigungsrat der DDR seiner Entlassung aus gesundheitlichen Gründen infolge Vollinvalidität aus dem Dienst der DVP zu.
Nach schwerer Krankheit starb Engelmann im Alter von 57 Jahren und wurde auf dem Gertraudenfriedhof in Halle bestattet.

## Auszeichnungen
- 1954 Vaterländischer Verdienstorden in Bronze
- 1970 Ehrentitel Verdienter Volkspolizist der Deutschen Demokratischen Republik
- 1974 Karl-Marx-Orden